# 2002年のル・マン24時間レース
2002年ルマン24時間レースは、第70回目の耐久レースであり、2002年6月15日と16日に開催された。
レースではLMP900クラスに参戦した1号車のアウディ・スポーツ・チーム・ヨーストに総合優勝、通算3度目の総合優勝を達成。

## 公式結果
| 順位 | クラス | No | チーム                             | ドライバー                                                       | シャーシ                | タイヤ | 周回 |
| 順位 | クラス | No | チーム                             | ドライバー                                                       | エンジン                | タイヤ | 周回 |
| ---- | ------ | -- | ---------------------------------- | ---------------------------------------------------------------- | ----------------------- | ------ | ---- |
| 1    | LMP900 | 1  | アウディスポーツ・チーム・ヨースト | フランク・ビエラ トム・クリステンセン エマニュエル・ピロ         | アウディ・R8            | M      | 375  |
| 1    | LMP900 | 1  | アウディスポーツ・チーム・ヨースト | フランク・ビエラ トム・クリステンセン エマニュエル・ピロ         | アウディ 3.6 L Turbo V8 | M      | 375  |
| 2    | LMP900 | 2  | アウディスポーツ・ノースアメリカ   | ジョニー・ハーバート クリスチャン・ペスカトリ リナルド・カペッロ | アウディ・R8            | M      | 374  |
| 2    | LMP900 | 2  | アウディスポーツ・ノースアメリカ   | ジョニー・ハーバート クリスチャン・ペスカトリ リナルド・カペッロ | アウディ 3.6 L Turbo V8 | M      | 374  |
| 3    | LMP900 | 3  | アウディスポーツ・チーム・ヨースト | マルコ・ヴェルナー ミハエル・クルム フィリップ・ピーター         | アウディ・R8            | M      | 372  |

| サブスタブ | この項目は、まだ閲覧者の調べものの参照としては役立たない、書きかけの項目です。この項目を加筆・訂正などしてくださる協力者を求めています。このテンプレートは分野別のサブスタブテンプレートやスタブテンプレート（Wikipedia:分野別のスタブテンプレート参照）に変更することが望まれています。 |